# NGC 3879
NGC 3879 est une galaxie spirale magellanique située dans la constellation du Dragon. NGC 3879 a été découverte par l'astronome germano-britannique William Herschel en 1793.

## Caractéristiques
La classe de luminosité de NGC 3879 est IV-V et elle présente une large raie HI.

### Distance
Sa vitesse par rapport au fond diffus cosmologique est de 1 517 ± 11 km/s, ce qui correspond à une distance de Hubble de 22,4 ± 1,6 Mpc (∼73,1 millions d'al).
À ce jour, six mesures non basées sur le décalage vers le rouge (redshift) donnent une distance de 27,533 ± 2,562 Mpc (∼89,8 millions d'al), ce qui est tout juste à l'extérieur des valeurs de la distance de Hubble. Notons cependant que c'est avec la valeur moyenne des mesures indépendantes, lorsqu'elles existent, que la base de données NASA/IPAC calcule le diamètre d'une galaxie et qu'en conséquence le diamètre de NGC 3879 pourrait être d'environ 18,2 kpc (∼59 400 al) si on utilisait la distance de Hubble pour le calculer.

## Paire de galaxies

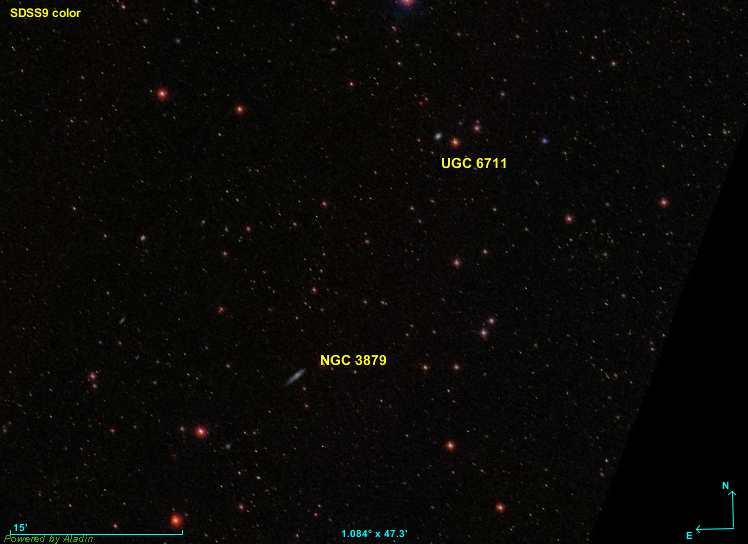
NGC 3879 et UGC 6711

Selon un article publié par Steven D. Peterson en 1979, NGC 3879 et UGC 6711 forment une paire de galaxies. La distance de UGC 6711 est cependant beaucoup plus grande, soit 41,1 ± 2,9 Mpc (∼134 millions d'al). Une distance de plus de 60 millions d'années-lumière sépare ces deux galaxies. Elles sont certes dans la même région du ciel et forme selon certains critères une paire optique de galaxies, mais elles sont trop éloignées l'une de l'autre pour constituer une paire réelle de galaxies.